# Baccara (album)
Baccara è il primo ed eponimo album in studio del duo pop spagnolo Baccara, pubblicato nel 1977.

## Tracce
Side A
1. Yes Sir, I Can Boogie (Frank Dostal, Rolf Soja) – 4:29
2. Love You Till I Die (Dostal, Soja) – 4:26
3. Granada (Agustin Lara) – 4:17
4. Gimme More (Soja, Peter Zentner) – 3:50
5. Koochie-Koo (Dostal, Soja) – 4:04

Side B
1. Sorry, I'm a Lady (Dostal, Soja) – 3:37
2. Cara Mia (John O'Brien-Docker, Soja) – 2:53
3. Feel Me (Soja, Zentner) – 4:20
4. Can't Help Falling in Love (Luigi Creatore, Hugo Peretti, George David Weiss) – 3:26
5. Number One (Dostal, Soja) – 2:37
6. Don't Play Me a Symphony (Dostal, Soja) – 4:17

## Formazione
- Mayte Mateos - voce
- María Mendiola - voce

## Classifiche
| Classifica (1977) | Posizione più alta |
| ----------------- | ------------------ |
| Austria           | 2                  |
| Finlandia         | 1                  |
| Germania          | 13                 |
| Paesi Bassi       | 22                 |
| Norvegia          | 1                  |
| Svezia            | 1                  |